# Bruce Payne
Bruce Martyn Payne (ur. 22 listopada 1958 w Woking) – angielski aktor filmowy, telewizyjny i teatralny, producent i asystent reżysera; sławę zdobył rolami czarnych charakterów jako Charles Rane w thrillerze sensacyjnym Pasażer 57 (1992), Jacob Kell w Nieśmiertelny IV: Ostatnia rozgrywka (2000) i jako Damodar w Lochy i smoki (2000) i Lochy i smoki: Klątwa smoka (2005).

## Życiorys

### Wczesne lata
Urodził się w Woking w hrabstwie Surrey. Wychował się w Kilburnie w północnym Londynie. Mając 16 lat przez dwa lata doświadczał rozszczepu kręgosłupa, wskutek czego mógł na zawsze stracić władzę w nogach. W latach 1979–1981 studiował w Royal Academy of Dramatic Art.

### Kariera
Występował na scenie w rolach tytułowych w dramatach szekspirowskich: Juliusz Cezar (1978) i Makbet (1981), a w komedii Sen nocy letniej (1981) jako Cobweb i musicalu The Rocky Horror Show (1983) jako Frank-N-Furter. Podczas studiów otrzymał nagrodę Fabia Drake Prize.
Po raz pierwszy trafił na ekran jako sierżant lotniczy Kevin Cartwright w komediodramacie wojennym Parada szeregowców (Privates on Parade, 1983). Pojawił się w horrorze Michaela Manna Twierdza (1983) wg powieści F. Paula Wilsona, komediodramacie sportowym Jankes na Oksfordzie (Oxford Blues, 1984) u boku Roba Lowe i Juliana Sandsa, dramacie muzycznym Absolutni debiutanci (1986) z Patsy Kensit i Davidem Bowie, dramacie kryminalnym Za królową i ojczyznę (1988) z Denzelem Washingtonem oraz komedii Piraci seksu (Pyrates, 1991) z Kevinem Baconem i Kyrą Sedgwick.
W komedii Blake’a Edwardsa Switch: Trudno być kobietą (1991) z Ellen Barkin wystąpił w roli diabła. W thrillerze sensacyjnym Kevina Hooksa Pasażer 57 (1992) z Wesleyem Snipesem i Elizabeth Hurley zagrał postać terrorysty. W telewizyjnym westernie komediowym The Cisco Kid (1994) Jimmy Smitsem wcielił się w generała Martina Dupre. W dreszczowcu kryminalnym Trefny szmal (Kounterfeit, 1996) z Hilary Swank pojawił się jako Frankie, a w filmie sensacyjnym Saper (Sweepers, 1998) u boku Dolpha Lundgrena jako dr Cecil Hopper. Zagrał rolę sąsiada w dramacie psychologicznym One Point O (Paranoja 1.0, 2004), który został dobrze przyjęty na 57. Międzynarodowym Festiwalu Filmowym w Cannes.

## Filmografia

### Filmy fabularne
- 1983: Twierdza (The Keep) jako strażnik graniczny
- 1984: Jankes na Oksfordzie (Oxford Blues) jako Peter Howles
- 1986: Absolutni debiutanci (Absolute Beginners) jako Flikker
- 1988: Za królową i ojczyznę (For Queen and Country) jako Colin
- 1991: Skowyt 6: Odmieńcy (Howling VI: The Freaks) jako R.B. Harker
- 1991: Piraci seksu (Pyrates) jako Liam
- 1991: Switch: Trudno być kobietą (Switch) jako diabeł
- 1992: Pasażer 57 (Passenger 57) jako Charles Rane
- 1993: Pełne zaćmienie (Full Eclipse, TV) jako Adam Garou
- 1999: Czarnoksiężnik 3: Koniec niewinności (Warlock III: The End of Innocence) jako Phillip Covington
- 2000: Lochy i smoki (Dungeons & Dragons) jako Damodar
- 2000: Britannic (TV) jako major Baker, MD
- 2000: Nieśmiertelny IV: Ostatnia rozgrywka (Highlander: Endgame) jako Jacob Kell
- 2004: One Point O (Paranoja 1.0) jako sąsiad
- 2005: Lochy i smoki: Klątwa smoka (Dungeons & Dragons: Wrath of the Dragon God) jako Damodar
- 2010: Prowl jako Bernard
- 2012: Re-Kill jako Winston
- 2013: Wyścig po życie (Getaway) jako wyróżniający się człowiek

### Seriale TV
- 1987: Miss Marple jako Michael Rafiel
- 1988: McCall (The Equalizer) jako Greg Rivers
- 1990: Bergerac jako Jake
- 1995: Opowieści z krypty (Tales from the Crypt) jako sierżant
- 1998: Nikita (La Femme Nikita) jako Jurgen
- 1999: Kleopatra (Cleopatra) jako Gajusz Kasjusz Longinus
- 2000: Biblia. Apokalipsa świętego Jana (San Giovanni – L’apocalisse) jako Domicjan
- 2003: Inspektor Eddie (Keen Eddie) jako Yellow
- 2003: Tajniacy (Spooks) jako Mickey Kaharias
- 2004: Czarodziejki (Charmed) jako lider Orderu